# El día de la ira
El día de la ira es una película italiana del año 1967 dirigida por Tonino Valerii y protagonizada por Lee Van Cleef y Giuliano Gemma. Se encuentra enmarcada dentro del subgénero del spaghetti western, y está considerada como una de las cumbres del género y también del director.

## Argumento
El joven bastardo Scott (Giuliano Gemma) -llamado Mary por el nombre de su madre- al que todos desprecian por su condición de tal, decide seguir los pasos del implacable pistolero Frank Talby (Lee Van Cleef), convencido de que la habilidad con la pistola le ganará el respeto de sus vecinos. Éste le mostrará la senda del pistolero a través de varias aventuras y altercados, y le enseñará las 10 lecciones básicas que necesita saber.
Tras esto, Talby emprende la venganza contra unos habitantes de Clifton, el pueblo de Scott, que se quedaron con dinero que le pertenece. Sin embargo, y aunque Scott al principio es partidario de Talby, se dará cuenta de que el camino elegido no es el correcto.

## Producción
Las localizaciones de la película se sitúan en la Provincia de Almería, habitual en los spaghetti western de las décadas de los 60 y 70. La producción, sin embargo, es italiana y alemana, en este caso sin intervención española.

## Curiosidades
- Como curiosidad cabe destacar que el tema-título de la banda sonora, compuesto por Riz Ortolani, sale en las películas Kill Bill del director Quentin Tarantino.